# Nova Mutum
Nova Mutum là một đô thị thuộc bang Mato Grosso, Brasil. Đô thị này có diện tích 9537,923 km², dân số năm 2007 là 24368 người, mật độ 2,55 người/km².